# Thaxted
 (février 2025).
Si vous disposez d'ouvrages ou d'articles de référence ou si vous connaissez des sites web de qualité traitant du thème abordé ici, merci de compléter l'article en donnant les références utiles à sa vérifiabilité et en les liant à la section « Notes et références ».
Thaxted est une ville d'Essex, dans le sud-est de l'Angleterre. Située dans le district d'Uttlesford, elle compte 2 526 habitants (2001).
Elle apparaît dans le Domesday Book sous le nom Tachesteda.

## Personnalités liées
- Le compositeur Gustav Holst a vécu à Thaxted.
- L'auteur Diana Wynne Jones a grandi à Thaxted.
- L'historien Alfred Barnard (1837-1918) est né à Thaxted.

## Jumelage
- Saint-Vrain (Essonne) (France)